# Miguel Ortega (futbolista nacido en 1995)
Miguel René Ortega Rodríguez (Puebla de Zaragoza, México; 13 de abril de 1995) es un futbolista mexicano que juega como guardameta con el Club Tijuana de la Liga MX

## Trayectoria

### Inicios
Se inició en la cantera del Club Universidad Nacional. No contó con oportunidades en el máximo circuito hasta que Miguel Mejía Barón le conoció mientras se encontraba en el Tec de Monterrey y le llevó a los Tigres de la UANL.

### Tigres de la UANL
Llegó a la categoría sub-20 donde jugó 49 partidos. Debutó con el primer equipo de los Tigres de la UANL el 30 de agosto de 2017 ante el Cruz Azul, sustituyendo al 60' a Enrique Palos que sufrió una lesión al realizar un despeje, el encuentro era correspondiente a la Copa MX y terminaría en un marcador de 1-2 a favor de «la Máquina». Lo más destacado en su debut fue que le atajó un penalti a Christian Giménez . Jugó su primer encuentro de la Liga MX en el Estadio Azteca ante el América el día 28 de noviembre de 2019.

## Palmarés

### Títulos nacionales
| Título               | Club                                          | Sede       | Año  |
| -------------------- | --------------------------------------------- | ---------- | ---- |
| Liga MX              |                                               | Nuevo León | 2017 |
| Liga MX              | León de Los Aldama y San Nicolás de los Garza | 2019       |      |
| Campeón de Campeones | Carson                                        | 2018       |      |

### Títulos internacionales
| Título                           | Club    | Sede    | Año  |
| -------------------------------- | ------- | ------- | ---- |
| Campeones Cup                    |         | Toronto | 2018 |
| Liga de Campeones de la Concacaf | Orlando | 2020    |      |